# Rivière Saskatchewan
Pour les articles homonymes, voir Saskatchewan (homonymie).
La rivière Saskatchewan est une des principales rivières du Canada. D'environ 550 kilomètres de long, elle coule en direction de l'est à travers la Saskatchewan et le Manitoba avant de se jeter dans le lac Winnipeg. Ses affluents irriguent la plupart des régions du Canada central, s'étendant à l'Ouest jusqu'aux Montagnes Rocheuses dans l'Alberta et au Nord du Montana (États-Unis d'Amérique).

## Géographie
La rivière Saskatchewan est composée de deux branches majeures, la rivière Saskatchewan Nord et la rivière Saskatchewan Sud. Ces deux branches prennent leur source dans les glaciers des Rocheuses d'Alberta et se rejoignent à 40 km à l'est de Prince Albert (Saskatchewan). La rivière Saskatchewan-Nord traverse Edmonton et North Battleford, la rivière Saskatchewan-Sud traverse Calgary, Medicine Hat et Saskatoon. La Saskatchewan réunie coule après la fourche en direction est-nord-est jusqu'au lac Codette formé par le barrage Francis Finlay à Nipawin (Saskatchewan), puis dans le lac Tobin formé par le barrage E. B. Campbell. La rivière coule ensuite en direction du Nord-est et est rejointe par la rivière Torch et la rivière Mossy, qui viennent du nord-ouest. Elle oblique ensuite vers l'est pour atteindre le Manitoba de l'Ouest à The Pas, où elle est rejointe par la rivière Carrot. Elle forme alors un delta au Nord-Ouest du lac Cedar, puis quitte le lac par son côté sud-est et coule pendant environ 5 km jusqu'au lac Winnipeg, qu'elle pénètre par la côte nord à Long Point.

## Étymologie
La rivière, tout comme la province de la Saskatchewan, tire son nom du mot cri kisiskāciwani-sīpiy qui signifie « rivière qui coule rapide ». La rivière et ses affluents ont offert un moyen de transport aux Indiens et premiers trappeurs européens.

## Énergie
Des centrales hydroélectriques sont construites sur la rivière à Nipawin et E.B. Campbell en Saskatchewan, et à Grand Rapids dans le Manitoba.